# Svängflugor
Svängflugor (Sepsidae) är en familj av tvåvingar. Svängflugor ingår i ordningen tvåvingar, klassen egentliga insekter, fylumet leddjur och riket djur. Enligt Catalogue of Life omfattar familjen Sepsidae 339 arter. 

## Dottertaxa till svängflugor, i alfabetisk ordning[1][2]
- Adriapontia
- Afromeropilus
- Afromeroplius
- Afronemopoda
- Afrosepsis
- Archisepsis
- Australosepsis
- Brachythoracosepsis
- Decachaetophora
- Dicranosepsis
- Diploosmeterosepsis
- Idiosepsis
- Lasionemopoda
- Lasiosepsis
- Lasiospesis
- Lateosepsis
- Leptomerosepsis
- Meropliosepsis
- Meroplius
- Microsepsis
- Mucha
- Nemopoda
- Ortalischema
- Orygma
- Palaeosepsioides
- Palaeosepsis
- Parapalaeosepsis
- Paratoxopoda
- Perochaeta
- Pseudonemopoda
- Pseudopalaeosepsis
- Saltella
- Sepsis
- Susanomira
- Themira
- Toxopoda
- Xenosepsis
- Zuskamira